# Vanilla perrieri
Vanilla perrieri Schltr., 1924 è una pianta della famiglia delle Orchidacee, endemica del Madagascar.